# El sacerdote
El sacerdote, en su versión internacional The priest, es una película dramática con elementos de comedia dirigida por Eloy de la Iglesia en 1978. Interpretada en sus papeles principales por Simón Andreu, Esperanza Roy y Emilio Gutiérrez Caba, la película tiene como tema central la represión e insatisfacción sexual focalizada en un joven sacerdote católico que se ve impelido a mantener su voto de castidad sobre todas las consideraciones. Obtuvo en 1981 el premio al mejor director de habla hispana de la asociación de críticos de Nueva York.

## Sinopsis
En la España de finales de los años 60 Miguel (Simón Andreu), un atractivo y tímido sacerdote católico de 36 años tradicional y conservador, atraviesa una profunda crisis personal. A pesar de sus hondas convicciones, que le llevan a rechazar tajantemente los nuevos usos eclesiásticos derivados del Concilio Vaticano II, el párroco sufre una larga y dolorosa agitación íntima. Sus propios deseos sexuales incumplidos súbitamente parecen salir a la luz apoyados en la nueva realidad social del país. El recuerdo de una infancia difícil, obligado por su familia a estudiar en el seminario y ordenarse sacerdote, poco a poco también va haciendo mella. Consultado con sus superiores, quienes no le ofrecen alternativas viables, la presencia de Irene (Esperanza Roy) será el desencadenante del conflicto.
Irene es una joven y bella feligresa casada, piadosa y apasionada, que se encuentra desengañada y es infeliz en su matrimonio. Ella acude habitualmente a la parroquia buscando el apoyo y consuelo del sacerdote quien, con el trato, paulatinamente ve mermada su fe y sus convicciones religiosas. Miguel intenta poner remedio a la atracción que despierta la mujer apartándose de su ejercicio en la parroquia. Cuando, finalmente, cede al amor que le manifiesta la feligresa toma una cruel decisión que lo llevará a su internamiento en un hospital psiquiátrico: con unas tijeras de podar se mutilará los genitales. Aunque logra seguir con vida, al salir del hospital renuncia a una relación con Irene, abandona su congregación y cuelga los hábitos tras perder definitivamente la fe.

## Reparto
| Intérprete            | Personaje            |
| --------------------- | -------------------- |
| Simón Andreu          | Padre Miguel         |
| Esperanza Roy         | Irene                |
| Emilio Gutiérrez Caba | Padre Luis           |
| José Franco           | Padre Alfonso        |
| Queta Claver          | Madre de Miguel      |
| África Pratt          | Prostituta           |
| José Vivó             | Obispo               |
| Ramón Reparaz         | Padre Manuel         |
| José Manuel Cervino   | Marido de Irene      |
| Ramón Pons            | Padre Alberto        |
| Martín Garrido Ramis  |                      |
| Emilio Soriano        |                      |
| Fabián Conde          | Vicente              |
| Antonio Gonzalo       |                      |
| Eduardo MacGregor     |                      |
| Fernando Chinarro     | Sacerdote del pueblo |
| Amparo Climent        |                      |
| Antonio Gamero        | Padre de la novia    |
| Emilio Fornet         | Loco                 |
| Antonio Passy         |                      |
| César Maurín          |                      |
| Francisco J. Sánchez  |                      |
| Enriqueta Delas       |                      |
| Irene Foster          |                      |
| Carlos Maseda         |                      |
| María Álvarez         |                      |
| Pilar Vela            |                      |
| Alfonso Castizo       |                      |
| Julio Oller           |                      |

## Producción
Rodada en localizaciones de Madrid, El sacerdote sería la última de las películas de Eloy de la Iglesia con guion de Enrique Barreiro y de las pocas en cuya confección no intervino el director.
A diferencia del resto de su filmografía, que ambienta las películas en el tiempo presente en que se rodaron, la acción se sitúa en la España de 1966 durante el periodo en que se votó la Ley Orgánica del Estado con la que el régimen de Franco quería mantener la estructura de la dictadura una vez falleciera su fundador.

«Es la historia de una obsesión, un hombre sin acceso a la vida sexual, castrado psíquicamente, que acaba castrado físicamente. La película incide en una visión divertida de la historia de un reprimido, que en este caso es un sacerdote. Tiene algunos aspectos en común con El diputado, ya que son dos formas distintas de marginación.»
Eloy de la Iglesia, sobre El sacerdote en el diario El País (1979) 

## Recepción
La película obtiene opiniones moderadamente positivas en los portales de información cinematográfica. En IMDb, con 106 valoraciones de sus usuarios, se le otorga un 6,9 sobre 10. En FilmAffinity España, contabilizados 497 votos, un 5,5 sobre 10.
Antonio Méndez, en el portal AlohaCriticón, destaca que "la película posee algunos momentos agudos de drama sexual y psicológico en torno a obsesiones y búsqueda de identidad personal, con empleo de flashbacks reflejando memorias adolescentes y escenas de situaciones iniciáticas. La interpretación de Simon Andreu es uno de los aspectos más estimables del film".
En la prensa escrita de la época, de todo tipo de tendencias, la película obtuvo malas críticas. Sirva de ejemplo la crónica de Pedro Crespo, en la edición del 9 de junio de 1979 del diario ABC, que la calificaba así: "Un nuevo engendro fílmico que ensancha esa vía particular de cursilería melodramática, erótico-sociológico-política que con tanta insistencia cultiva Eloy de la Iglesia". Fernando Trueba, en la edición del 1 de junio de 1979 del diario El País, señalaba: "En El sacerdote asistimos a la puesta en escena de una castración. Castrado -simbólicamente- por su madre cuando a los catorce años le envía a un seminario para que se convierta en cura, el padre Miguel asiste a un dramático desdoblamiento interno.(...) El mayor defecto, el menos perdonable, del cine de De la Iglesia son sus personajes. Arbitrariamente construidos para servir a los didácticos (sic) objetivos de sus historias, sus personajes no resultan nunca creíbles, verdaderos. De la Iglesia es tan incapaz para retratar con un mínimo de objetividad a un diputado de derechas -La criatura- como a uno de izquierdas -El diputado- o a este atribulado sacerdote".

## Premios

### Asociación de Críticos de Nueva York (1981)
Premio al mejor director de habla hispana